# Leena Luostarinen
Leena Estelle Luostarinen (Pori, 15 maggio 1949 – Helsinki, 28 luglio 2013) è stata una pittrice finlandese.

## Biografia
La sua carriera di pittrice, durata oltre quarant'anni, era nota per le opere colorate e misteriose. Molti dei dipinti da lei creati presentavano felini, ibis, fiori e sfingi.
Leena Luostarinen ricevette vari premi, tra cui l'ordine del Leone di Finlandia nel 1995.